# BLACKHOLE
『BLACKHOLE』は2021年6月から配信されている映画評論を中心とするYouTubeチャンネル。『映画秘宝』誌の元編集者である秋山直斗と映画ライターのてらさわホークが中心となって開設。その後間もなく映画評論家の高橋ヨシキと柳下毅一郎が加入し、てらさわ・柳下・高橋の3人がテーマの映画について語る基本スタイルが確立、週1回の配信が基本となる。2023年7月には「株式会社BLACKHOLE」として法人化することが発表された。現在は各地のイベント出演や通販による物販も手掛けている。

## 概要
映画評論を行っている高橋ヨシキ、てらさわホーク、柳下毅一郎の3人が公開された映画や作家論を語り合う映画評論・映画批評番組。

## 特徴
主に劇場公開された最新作を、出演メンバーの感想や論評の他にもあらかじめ寄せられた視聴者のメールを紹介、さらに製作者や出演者の来歴などを豊富な資料を踏まえて論じる。その性質上「観た人向け」の評論であるために内容のネタバレは前提となっている。

## 配信番組

### 基本構成
向かって左からてらさわホーク、柳下毅一郎、高橋ヨシキが座り、前半はその回に取り上げる最新映画について自由に語る。後半はその映画のテーマを軸に関連情報や出演者・監督の過去作を掘り下げ、全体として2時間程度の番組構成が基本となっている。

### 2本立て
前半と後半で別々の映画を評論する。当初は全く違う映画をそれぞれ別の配信としていたが、後に何かしら共通点を見立てて1本の配信にまとめる構成が中心となる。

### イレギュラーメンバー回
映画によってはそのジャンルに詳しいゲストが出演して4人構成となることがある。またレギュラーが欠席して1～2人構成になったり、欠席したメンバーの代わりにゲストが出演する回もある。

### フツオタ特集
視聴者からの「普通のお便り」すなわちフツオタを紹介してそれについて語る企画で、不定期に配信される。映画の話題以外に悩み相談的な内容も取り上げられる。

### 映画よもやま話/まったり映画トーク
さまざまな映画にまつわるお便りを中心に自由に語る雑談回。

### 忘年会
その年に公開された映画を網羅的に語る年末企画で2021年末に開始。2022年末は本編だけで5時間43分の超長時間配信となり、その負担が過大になったことから2023末の年末配信では映画の本数は抜粋しての企画となった。

### 新年会
2023年1月に開始。時期が正月というだけで内容はフツオタ特集と雑談の回である。

### 「～入門」「～論」
1回に数本ないしそれ以上の映画を評論する企画で、テーマとなる映画監督などの作品を順に（部分的な参加作品などは割愛されることもある）論評する。主に著名監督や俳優の最新作公開前に企画され、当然ながら作品数が多い人がテーマになると何回にも及ぶシリーズになる。

### お便り補完計画
視聴者からのお便りがあまりに多かった映画の回などは別日にお便り紹介中心の配信が組まれることがある。

### イベント配信
会場に観客を入れての配信。番組冒頭のコール、てらさわホークの「～曜8時は？」からのレスポンス「ブラックホール！」が通常は柳下・高橋の2人だけであるが、イベントでは会場の大観衆よる参加があるのが最大のハイライトである。

### 配信生活
新型コロナウィルス蔓延時期に映画館での視聴が困難となり、それにつれて配信ドラマが広く話題に上がるようになってきたことから開始。各種配信サービスで鑑賞できる映画やドラマ作品について各人が持ち寄って論評する。

### おまけコーナー
主に通常回の終盤に不定期に挟みこまれる、てらさわホークによる企画コーナー。テーマの映画にまつわる話やそれを発展させた話題が中心だが、時にはてらさわ個人の完全な趣味コーナーになることもある。

## 収録番組

### インタビュー
映画監督やプロデューサーへのインタビュー。通常のライブ配信にも挟み込まれて配信される。

### ルポータージュ
柳下毅一郎による映画祭取材や、メンバーがマニアックなビデオショップで買い物をする企画などがある。

### プラモ部
プラモデル愛好者であるてらさわホークと高橋ヨシキが、プラモ界の達人をゲストに呼んで語る番組。

### その他
初期には配信に載り切らなかった評論などが収録として配信されている。またライブ配信ではスケジュールが合わなかったゲストの出演回が収録番組となることもある。例外的に『NOPE』の特集では機材トラブルで途中で途切れて2本の配信になり、後に1本の動画として再構成されて配信された。

## 出演者

### レギュラー
てらさわホーク
映画ライター。BLACKHOLE開始からの出演者であり、全体の番組進行や構成、視聴者からのお便りの読み上げを担当。
高橋ヨシキ
映画評論家/デザイナー/アートディレクターで2回目のライブ配信から参加。各サムネ画像や動画中に使われる題材画像や資料作成も担当する。
柳下毅一郎
映画評論家/特殊翻訳家で5回目のライブ配信から参加。「できることなら作られた全ての映画を観たい」と語っており、特に年末企画では他メンバーの守備範囲を外れがちなアイドル邦画までもカバーする。

### ゲスト
宇多丸
人気ヒップホップグループRHYMESTERのラッパーでラジオパーソナリティ/映画評論家。BLACKHOLEメンバーとはかねてから深い交流があり、自身のラジオ番組でも度々ゲストとして呼んでいる。
Utomaru
イラストレーターで高橋ヨシキのパートナー。BLACKHOLEで用いられる数々のイラストも手掛ける。
高橋ターヤン
カンフーや恐竜に非常に造詣が深いため「博士」と称され、それらを題材とした映画のゲストとして出演。その他戦車や銃器、武将、城などにも詳しく高橋ヨシキいわく「小学生が好きなもの全般の博士」。
バフィー吉川
映画/音楽評論家。映画は年間1000本以上観る年があり、特にインド映画ならびにインド音楽に造詣が深い。
ジャガモンド斎藤
お笑い芸人。てらさわホーク、高橋ヨシキと交流があり、高橋チャンネルでの「クレイジーてきとう会」のレギュラーメンバー。自身のYoutubeチャンネルで映画に関する数多くの評論を配信する。
ナマニク
文筆家/映画論家/ミュージシャンである氏家譲寿。ホラー映画の研究家でホラー映画評論ZINE「Filthy」を発行している。
海津哲也
ブギーマンマスクのコレクターとして有名で「『ハロウィンKILLS』とブギーマンの虐殺四十年史」の回に出演。
桜井信之
作家/プロモデラー。『電撃ホビーマガジン』の最古参モデラーで幅広いジャンルのプラモデルに精通する。収録番組の「プラモ部」に出演。
秋山直斗
元『映画秘宝』誌編集者でBLACKHOLE設立者の一人。初期の出演者でもあり、裏方に回った後も度々声での出演や年末企画の「打ち上げ」配信での出演がある。
ミミ
てらさらホークの飼い猫。リモート配信ではてらさわの背後に鎮座していることが多く、BLACKHOLEの各種画像にも登場する。また一部公式グッズのモデルにもなっている。

## ライブ配信

### 2021年
| 配信日         | 動画タイトル | 作品                                          | テーマ                           | 動画リンク | 主な出来事                                                         |
| -------------- | --- | --------------------------------------------- | -------------------------------- | ---------- | ------------------------------------------------------------------ |
| 2021年7月16日  | 『ブラック・ウィドウ』&『ロキ』究極（ぼんやり）批評／てらさわホーク                                                                                  | 『ブラック・ウィドウ』 『ロキ』               | マーベル・シリーズ               | [ 2 ]      | 第1回配信 てらさわホークと秋山直斗の出演                           |
| 2021年7月22日  | 『ゴジラvsコング』徹底レビュー&怪獣プロレス映画大激論！／高橋ヨシキVSてらさわホーク                                                                  | 『ゴジラvsコング』                            | ゴジラシリーズ                   | [ 3 ]      | 高橋ヨシキ初出演                                                   |
| 2021年7月31日  | グーニーズ、スーパーマン、オーメン…ポップカルチャーを作った男・リチャード・ドナー緊急追悼特番／高橋ヨシキ&てらさわホーク                             | リチャード・ドナー監督作品                    | リチャード・ドナー               | [ 4 ]      | リチャード・ドナーが2021年7月5日に亡くなったことを受けての追悼配信 |
| 2021年8月7日   | 【徹底解説！】『ジャングル・クルーズ』から紐解くディズニーアトラクションと映画の歴史／てらさわホーク&高橋ヨシキ                                      | ジャングル・クルーズ                          | ライド映画                       | [ 5 ]      |                                                                    |
| 2021年8月18日  | 【ネタバレ批評】『ザ・スーサイド・スクワッド “極”悪党、集結』／高橋ヨシキ、柳下毅一郎、てらさわホーク                                                | 『ザ・スーサイド・スクワッド “極”悪党、集結』 | ジェームズ・ガン                 | [ 6 ]      | 柳下毅一郎初出演                                                   |
| 2021年9月10日  | 【ネタバレ批評】『シャン・チー/テン・リングスの伝説』／高橋ヨシキ、柳下毅一郎、てらさわホーク、高橋ターヤン                                          | 『シャン・チー/テン・リングスの伝説』         | デスティン・ダニエル・クレットン | [ 7 ]      | ゲスト:高橋ターヤン                                                |
| 2021年9月19日  | 【ネタバレ批評】『オールド』&シャマラン作品の世界／高橋ヨシキ、てらさわホーク                                                                        | 『オールド』                                  | M・ナイト・シャマラン            | [ 8 ]      |                                                                    |
| 2021年10月2日  | 【ネタバレ映画批評】死霊館 悪魔のせいなら、無罪。/ナマニク、高橋ヨシキ、てらさわホーク、柳下毅一郎                                                   | 『死霊館 悪魔のせいなら、無罪。』             | 死霊館ユニバース                 | [ 9 ]      | ゲスト:ナマニク                                                    |
| 2021年10月10日 | 【映画批評】007／ノー・タイム・トゥ・ダイとダニエル・クレイグ版ボンド完全総括！/高橋ヨシキ、てらさわホーク、柳下毅一郎【ネタバレ】                   | 『007/ノー・タイム・トゥ・ダイ』              | ダニエル・クレイグ版007シリーズ  | [ 10 ]     |                                                                    |
| 2021年10月27日 | 最後の決闘裁判とリドリー・スコット特集！／高橋ヨシキ、てらさわホーク、柳下毅一郎 ゲスト:Utomaru【ネタバレ】                                          | 『最後の決闘裁判』                            | リドリー・スコット               | [ 11 ]     | ゲスト:Utomaru                                                     |
| 2021年10月30日 | 『ハロウィンKILLS』とブギーマンの虐殺四十年史/海津哲也&高橋ヨシキ【ネタバレ】                                                                        | 『ハロウィン KILLS』                          | ハロウィンシリーズ               | [ 12 ]     | 聞き手:高橋ヨシキ、ゲスト:海津哲也の2人で生配信                    |
| 2021年11月15日 | 【映画批評】『エターナルズ』とアメリカン・コミックスの神話学/てらさわホーク&柳下毅一郎【ネタバレ】                                                   | 『エターナルズ』                              | アベンジャーズシリーズ           | [ 13 ]     | 高橋ヨシキ不在                                                     |
| 2021年11月21日 | アメコミ界最凶ライター、アラン・ムーアはいかにしてクトゥルー神話に挑んだのか【『ネオノミコン』出版記念】翻訳者・柳下毅一郎&高橋ヨシキ×てらさわホーク | 『ネオノミコン』                              | アラン・ムーア                   | [ 14 ]     |                                                                    |
| 2021年12月1日  | 【映画批評】『マリグナント 狂暴な悪夢』と、ジェームズ・ワンの恐怖の想像力／高橋ヨシキ×柳下毅一郎×てらさわホーク                                      | 『マリグナント 狂暴な悪夢』                   | ジェームズ・ワン                 | [ 15 ]     |                                                                    |
| 2021年12月15日 | 【映画批評】『ラストナイト・イン・ソーホー』とエドガー・ライトの霊感=インスピレーション！／高橋ヨシキ×てらさわホーク×Utomaru【ネタバレ】             | 『ラストナイト・イン・ソーホー』              | エドガー・ライト                 | [ 16 ]     | 柳下毅一郎不在 ゲスト:Utomaru                                      |
| 2021年12月22日 | 【映画批評】『マトリックス レザレクションズ』 なぜウォシャウスキーは再びネオの物語を描いたのか／高橋ヨシキ×てらさわホーク×柳下毅一郎【ネタバレ】     | 『マトリックス レザレクションズ』             | ウォシャウスキー姉妹             | [ 17 ]     |                                                                    |
| 2021年12月29日 | BLACKHOLE大忘年会！ 2021年の映画を150本くらい振り返る！                                                                                              |                                               |                                  | [ 18 ]     |                                                                    |

### 2022年
| 配信日         | 動画タイトル | 作品                                                                                                  | テーマ                         | 動画リンク | 主な出来事                          |
| -------------- | --- | --- | ------------------------------ | ---------- | ----------------------------------- |
| 2022年1月16日  | 【映画批評】『スパイダーマン:ノー・ウェイ・ホーム』/高橋ヨシキ×てらさわホーク×柳下毅一郎【ネタバレ】                                          | 『スパイダーマン:ノー・ウェイ・ホーム』                                                               | スパイダーマンシリーズ         | [ 19 ]     |                                     |
| 2022年2月16日  | 【映画批評】『ウエスト・サイド・ストーリー』とスピルバーグ の新境地/高橋ヨシキ×てらさわホーク×柳下毅一郎【ネタバレ】                          | 『ウエスト・サイド・ストーリー』                                                                      | スティーブン・スピルバーグ     | [ 20 ]     |                                     |
| 2022年3月16日  | 【映画批評】激論『ザ・バットマン』騎士と探偵の都市伝説は、いかに描かれてきたか/高橋ヨシキ×てらさわホーク×柳下毅一郎【ネタバレ】               | 『ザ・バットマン』                                                                                    | バットマンシリーズ             | [ 21 ]     |                                     |
| 2022年4月4日   | 【映画批評】『ナイトメア・アリー』と見世物小屋の映画史&22年アカデミー賞をぼんやり語る/高橋ヨシキ×てらさわホーク×柳下毅一郎【ネタバレ】        | 『ナイトメア・アリー』                                                                                | ギレルモ・デル・トロ           | [ 22 ]     |                                     |
| 2022年5月11日  | 【映画批評】『ドクター・ストレンジ／マルチバース・オブ・マッドネス』とサム・ライミのはらわた/高橋ヨシキ×てらさわホーク×柳下毅一郎【ネタバレ】 | 『ドクター・ストレンジ/マルチバース・オブ・マッドネス』                                               | サム・ライミ                   | [ 23 ]     |                                     |
| 2022年5月18日  | 【映画批評】『シン・ウルトラマン』徹底討論！/高橋ヨシキ×てらさわホーク×柳下毅一郎【ネタバレ】                                                 | 『シン・ウルトラマン』                                                                                | 庵野秀明                       | [ 24 ]     |                                     |
| 2022年5月26日  | 【ネタバレ】シン・ウルトラマンお便り補完計画／リスナーの感想&意見を可能な限り読みまくる！ 高橋ヨシキ×てらさわホーク×柳下毅一郎                | 『シン・ウルトラマン』                                                                                | 庵野秀明                       | [ 25 ]     |                                     |
| 2022年6月1日   | 【映画評】『トップガン マーヴェリック』と、トム・クルーズの情熱と狂気／高橋ヨシキ×てらさわホーク×柳下毅一郎【ネタバレ】                       | 『トップガン マーヴェリック』                                                                         | トム・クルーズ                 | [ 26 ]     |                                     |
| 2022年6月10日  | 『ククルス・ドアンの島』と安彦良和の黙示録＜てらさわホークの富野由悠季論番外編＞【ネタバレ映画評】                                            | 『ククルス・ドアンの島』                                                                              | 富野由悠季                     | [ 27 ]     | てらさわホークと秋山直斗の2人で配信 |
| 2022年6月15日  | 映画『FLEE フリー』と夏のドキュメンタリー祭り2022/高橋ヨシキ×柳下毅一郎×てらさわホーク【ネタバレあんまりナシ】                                | 『FLEE フリー』                                                                                       | ドキュメンタリー映画           | [ 28 ]     |                                     |
| 2022年6月23日  | ゾンビ映画の原点『ナイト・オブ・ザ・リビングデッド』と、ジョージ・A・ロメロ“再”入門/高橋ヨシキ×柳下毅一郎×てらさわホーク                      | 『ナイト・オブ・ザ・リビングデッド』                                                                  | ジョージ・A・ロメロ            | [ 29 ]     |                                     |
| 2022年6月29日  | 【緊急特番】BLACKHOLE1周年記念＜フツオタ＆雑談超特集＞ 高橋ヨシキ×柳下毅一郎×てらさわホーク                                                   | |                                | [ 30 ]     |                                     |
| 2022年7月6日   | 『リコリス・ピザ』とポール・トーマス・アンダーソン映画の世界／高橋ヨシキ×柳下毅一郎×てらさわホーク【ネタバレあり】                            | 『リコリス・ピザ』                                                                                    | ポール・トーマス・アンダーソン | [ 31 ]     |                                     |
| 2022年7月13日  | 『ソー・ラブ＆サンダー』＆『エルヴィス』 夏のロック映画フェス！／高橋ヨシキ×柳下毅一郎×てらさわホーク【ネタバレあり】                         | 『ソー:ラブ&サンダー』 『エルヴィス』                                                                 |                                | [ 32 ]     |                                     |
| 2022年7月20日  | 『X エックス』＆『ブラック・フォン』 夏のホラー映画スペシャル！／高橋ヨシキ×柳下毅一郎×てらさわホーク【ネタバレあり】                         | 『X エックス』 『ブラック・フォン』                                                                   |                                | [ 33 ]     |                                     |
| 2022年7月27日  | 2022年上半期よかった映画大賞＆2022年下半期楽しみな映画大賞／高橋ヨシキ×柳下毅一郎×てらさわホーク                                              | |                                | [ 34 ]     |                                     |
| 2022年8月3日   | 『ジュラシック・ワールド/新たなる支配者』と恐竜大好き！特集／高橋ヨシキ×柳下毅一郎×てらさわホーク×高橋ターヤン（恐竜博士）【ネタバレあり】    | 『ジュラシック・ワールド/新たなる支配者』                                                             | ジュラシック・パークシリーズ   | [ 35 ]     | ゲスト:高橋ターヤン                 |
| 2022年8月10日  | 『ビリーバーズ』とカルト宗教を描いた映画特集／高橋ヨシキ×柳下毅一郎×てらさわホーク【ネタバレあり】                                            | 『ビリーバーズ』                                                                                      |                                | [ 36 ]     |                                     |
| 2022年8月24日  | 『NOPE／ノープ』究極予習PART１！ 『ゲット・アウト』、『アス』…ジョーダン・ピール監督作品徹底解説 高橋ヨシキ×柳下毅一郎×てらさわホーク         | 『NOPE/ノープ』                                                                                       | ジョーダン・ピール             | [ 37 ]     |                                     |
| 2022年8月24日  | 『激怒』公開直前！ 緊急予告編ウォッチパーティ！                                                                                               | 『激怒』                                                                                              |                                | [ 38 ]     |                                     |
| 2022年8月31日  | 『ロッキーVSドラゴ:ROCKY IV』&『サマリタン』 時空を超えたシルベスター・スタローン究極特集！／高橋ヨシキ＋てらさわホーク＋柳下毅一郎           | 『ロッキーVSドラゴ:ROCKY IV』 『サマリタン』                                                          | シルベスター・スタローン       | [ 39 ]     |                                     |
| 2022年9月7日   | 『NOPE』完全ネタバレ批評 映画にとって“スペクタクル”とは何か／高橋ヨシキ＋てらさわホーク                                                       | 『NOPE／ノープ』                                                                                      | ジョーダン・ピール             | [ 40 ]     |                                     |
| 2022年9月14日  | 『ブレット・トレイン』と鉄道映画大特集／高橋ヨシキ＋てらさわホーク #blackholetv【ネタバレ批評】                                               | 『ブレット・トレイン』                                                                                |                                | [ 41 ]     |                                     |
| 2022年9月21日  | 悪趣味！ 変態！ ジョン・ウォーターズ超入門／柳下毅一郎+高橋ヨシキ+てらさわホーク                                                              | ジョン・ウォーターズ監督作品                                                                          | ジョン・ウォーターズ           | [ 42 ]     |                                     |
| 2022年10月8日  | チャンネル登録（もうすぐ）2万人記念！ 超フツオタ感謝祭／高橋ヨシキ+てらさわホーク+柳下毅一郎                                                  | |                                | [ 43 ]     |                                     |
| 2022年10月19日 | スピルバーグ論！#１ デビュー作『四次元への招待』から『激突！』風雲のテレビ映画篇／高橋ヨシキ+てらさわホーク+柳下毅一郎                        | 『四次元への招待』第2話「アイズ」 『刑事コロンボ』シーズン1第1話「構想の死角」 『激突!』 『恐怖の館』 | スティーブン・スピルバーグ     | [ 44 ]     |                                     |
| 2022年10月28日 | 『RRR』と激乱インド映画大特集／バフィー吉川+高橋ヨシキ+てらさわホーク+柳下毅一郎                                                              | 『RRR』                                                                                               | S・S・ラージャマウリ           | [ 45 ]     | ゲスト:バフィー吉川                 |
| 2022年11月18日 | 『ブラックパンサー/ワカンダ・フォーエバー』とMCUフェーズ4ぼんやり大総括！高橋ヨシキ×てらさわホーク×柳下毅一郎                                 | 『ブラックパンサー/ワカンダ・フォーエバー』                                                           | マーベル・シリーズ             | [ 46 ]     |                                     |
| 2022年12月9日  | スピルバーグ論！#2 『ジョーズ』、『未知との遭遇』… 青嵐の映画界殴り込み篇／高橋ヨシキ×てらさわホーク×柳下毅一郎                               | 『続・激突!/カージャック』 『ジョーズ』 『未知との遭遇』 『1941』                                     | スティーブン・スピルバーグ     | [ 47 ]     |                                     |
| 2022年12月14日 | 『マッドゴッド』とフィル・ティペットの超絶技巧SFXの世界／高橋ヨシキ×てらさわホーク×柳下毅一                                                   | 『マッドゴッド』                                                                                      | フィル・ティペット             | [ 48 ]     |                                     |
| 2022年12月14日 | 『ブラックアダム』とDC映画はどこに向かうのか／高橋ヨシキ×てらさわホーク×柳下毅一郎                                                            | 『ブラックアダム』                                                                                    | DC映画                         | [ 49 ]     |                                     |
| 2022年12月21日 | 『アバター:ウェイ・オブ・ウォーター』と徹底検証！ジェームズ・キャメロン／高橋ヨシキ×てらさわホーク×柳下毅一郎                                 | 『アバター:ウェイ・オブ・ウォーター』                                                                 | ジェームズ・キャメロン         | [ 50 ]     |                                     |
| 2022年12月29日 | BLACKHOLE大忘年会 2022年の映画200本くらいを振り返る／高橋ヨシキ×てらさわホーク×柳下毅一郎                                                     | |                                | [ 51 ]     |                                     |

### 2023年
| 配信日         | 動画タイトル | 作品 | テーマ                            | 動画リンク | 主な出来事                              |
| -------------- | --- | --- | --------------------------------- | ---------- | --------------------------------------- |
| 2023年1月13日  | スピルバーグ論！#3 天下無双のヒットメーカー篇 | 『レイダース/失われたアーク《聖櫃》』 『E.T.』 『トワイライトゾーン』 『インディ・ジョーンズ/魔宮の伝説』 『世にも不思議なアメージング・ストーリー』    | スティーブン・スピルバーグ        | [ 52 ]     |                                         |
| 2023年1月18日  | お正月だよ！ 新春ふつおた特集！ 高橋ヨシキ+てらさわホーク+柳下毅一郎                                                                                          | |                                   | [ 53 ]     |                                         |
| 2023年1月27日  | 【スピルバーグ論！#4 迷走の暗黒期篇】 | カラー・パープル 太陽の帝国 インディ・ジョーンズ/最後の聖戦 オールウェイズ フック                                                                       | スティーブン・スピルバーグ        | [ 54 ]     |                                         |
| 2023年2月10日  | 【スピルバーグ論！#5 大復活！確変爆当たり篇】 | ジュラシック・パーク シンドラーのリスト ロスト・ワールド アミスタッド プライベート・ライアン                                                            | スティーブン・スピルバーグ        | [ 55 ]     |                                         |
| 2023年2月17日  | 【スピルバーグ論！#6 巨星を継ぐもの篇】 | A.I. マイノリティ・リポート キャッチ・ミー・イフ・ユー・キャン ターミナル 宇宙戦争 ミュンヘン インディ・ジョーンズ/クリスタルスカルの王国               | スティーブン・スピルバーグ        | [ 56 ]     |                                         |
| 2023年2月20日  | 『アントマン&ワスプ:クアントマニア』とMCUフェイズ5大展望スペシャル 高橋ヨシキ+てらさわホーク+柳下毅一郎                                                       | 『アントマン&ワスプ:クアントマニア』 | マーベル・シリーズ                | [ 57 ]     |                                         |
| 2023年2月24日  | 『アラビアンナイト 三千年の願い』とジョージ・ミラー監督“マッドマックス以外”大特集 高橋ヨシキ+てらさわホーク+柳下毅一郎                                        | 『アラビアンナイト 三千年の願い』 | ジョージ・ミラー                  | [ 58 ]     |                                         |
| 2023年3月1日   | 『ベネデッタ』とポール・ヴァーホーベン超入門 高橋ヨシキ+てらさわホーク+柳下毅一郎                                                                             | 『ベネデッタ』 | ポール・バーホーベン              | [ 59 ]     |                                         |
| 2023年3月10日  | スピルバーグ論！最終回 映画の“巨人”の10年代編 高橋ヨシキ+てらさわホーク+柳下毅一郎                                                                            | タンタンの冒険 戦火の馬 リンカーン ブリッジ・オブ・スパイ BFG ペンタゴン・ペーパーズ/最高機密文書 レディ・プレイヤー1 ウェスト・サイド・ストーリー      | スティーブン・スピルバーグ        | [ 60 ]     |                                         |
| 2023年3月10日  | 『フェイブルマンズ』とスピルバーグにとって映画とは何か【スピルバーグ論！第0回】 高橋ヨシキ+てらさわホーク+柳下毅一郎                                          | 『フェイブルマンズ』 | スティーブン・スピルバーグ        | [ 61 ]     |                                         |
| 2023年3月17日  | 『エブリシング・エブリウェア・オール・アット・ワンス』徹底批評 ゲスト：高橋ターヤン/高橋ヨシキ+てらさわホーク+柳下毅一郎                                      | 『エブリシング・エブリウェア・オール・アット・ワンス』                                                                                                  | ダニエルズ                        | [ 62 ]     |                                         |
| 2023年3月24日  | 『シン・仮面ライダー』レッツゴー！！徹底批評 高橋ヨシキ+てらさわホーク+柳下毅一郎                                                                             | 『シン・仮面ライダー』 | 庵野秀明                          | [ 63 ]     |                                         |
| 2023年3月29日  | 『マッシブ・タレント』とニコラス・ケイジ超特大特集 高橋ヨシキ+てらさわホーク+柳下毅一郎                                                                       | 『マッシブ・タレント』 | ニコラス・ケイジ                  | [ 64 ]     |                                         |
| 2023年4月5日   | 『シン・仮面ライダー』お便り補完計画 高橋ヨシキ+てらさわホーク+柳下毅一郎                                                                                     | 『シン・仮面ライダー』 | 庵野秀明                          | [ 65 ]     |                                         |
| 2023年4月11日  | 『ダンジョンズ&ドラゴンズ/アウトローたちの誇り』とドラゴン大好き！特集 高橋ヨシキ+てらさわホーク+柳下毅一郎                                                   | 『ダンジョンズ&ドラゴンズ/アウトローたちの誇り』 |                                   | [ 66 ]     |                                         |
| 2023年4月17日  | 『ダークグラス』とダリオ・アルジェント＆ジャッロ映画の世界 鮮血超入門！ 高橋ヨシキ+てらさわホーク+柳下毅一郎                                                  | 『ダークグラス』 | ダリオ・アルジェント              | [ 67 ]     |                                         |
| 2023年4月21日  | 『ノック 終末の訪問者』とシャマラン映画の黙示録 高橋ヨシキ+てらさわホーク+柳下毅一郎                                                                          | 『ノック 終末の訪問者』 | M・ナイト・シャマラン             | [ 68 ]     |                                         |
| 2023年4月28日  | 『AIR/エア』とマット・デイモン＆ベン・アフレックの“男”の友情！ 高橋ヨシキ+てらさわホーク+柳下毅一郎                                                           | 『AIR/エア』 | マット・デイモン ベン・アフレック | [ 69 ]     |                                         |
| 2023年5月5日   | 映画版『スーパーマリオブラザーズ』とゲーム大好き！特集 高橋ヨシキ+てらさわホーク+柳下毅一郎                                                                   | 『ザ・スーパーマリオブラザーズ・ムービー』 |                                   | [ 70 ]     |                                         |
| 2023年5月12日  | 『ガーディアンズ・オブ・ギャラクシー：VOLUME 3』と銀河守護隊三部作大総括スペシャル 高橋ヨシキ+てらさわホーク+柳下毅一郎                                       | 『ガーディアンズ・オブ・ギャラクシー:VOLUME 3』 | ジェームズ・ガン                  | [ 71 ]     |                                         |
| 2023年5月17日  | 『食人族』と喰いしん坊！万才 高橋ヨシキ+てらさわホーク+柳下毅一郎                                                                                             | 『食人族』 |                                   | [ 72 ]     |                                         |
| 2023年5月26日  | 『ワイルドスピード/ファイアーブースト』ニトロ全開特集！ ワイスピにとって“ファミリー”とは何か 高橋ヨシキ+てらさわホーク+柳下毅一郎                             | 『ワイルドスピード/ファイアーブースト』 | ワイルドスピードシリーズ          | [ 73 ]     |                                         |
| 2023年6月2日   | 『クリード 過去の逆襲』とスタローンなき『ロッキー』シリーズはどこに向かうのか 高橋ヨシキ+てらさわホーク+柳下毅一郎                                            | 『クリード 過去の逆襲』 | ロッキーシリーズ                  | [ 74 ]     |                                         |
| 2023年6月11日  | スコセッシ論！#1 タクシードライバーに至るスコセッシ創世記篇 高橋ヨシキ+柳下毅一郎+てらさわホーク                                                              | ドアをノックするのは誰? 明日に処刑を… ミーン・ストリート アリスの恋 タクシードライバー                                                                  | マーティン・スコセッシ            | [ 75 ]     |                                         |
| 2023年6月17日  | 【完全ネタバレ批評】『ザ・フラッシュ』と、大総括！DC映画史 高橋ヨシキ+柳下毅一郎+てらさわホーク                                                               | 『ザ・フラッシュ』 | DC映画                            | [ 76 ]     |                                         |
| 2023年6月21日  | 【ネタバレ全開】『アクロス・ザ・スパイダーバース』と親愛なる隣人の歴史と宿命 高橋ヨシキ+柳下毅一郎+てらさわホーク                                             | 『スパイダーマン:アクロス・ザ・スパイダーバース』 | スパイダーマンの映画作品          | [ 77 ]     |                                         |
| 2023年7月8日   | 『インディ・ジョーンズと運命のダイヤル』ハリソン・フォード大冒険40年史 高橋ヨシキ+柳下毅一郎+てらさわホーク                                                   | 『インディ・ジョーンズと運命のダイヤル』 | インディ・ジョーンズ シリーズ     | [ 78 ]     |                                         |
| 2023年7月12日  | 『カード・カウンター』とポール・シュレイダーの罪と贖罪の世界 高橋ヨシキ+柳下毅一郎+てらさわホーク                                                             | 『カード・カウンター』 | ポール・シュレイダー              | [ 79 ]     |                                         |
| 2023年7月16日  | 『君たちはどう生きるか』を、私たちはどう観たのか【完全ネタバレ感想大会】 高橋ヨシキ+柳下毅一郎+てらさわホーク                                                 | 『君たちはどう生きるか』 | 宮崎駿                            | [ 80 ]     |                                         |
| 2023年7月21日  | 『PEARL パール』&『ヴァチカンのエクソシスト』夏のホラーまつり！ 高橋ヨシキ+柳下毅一郎+てらさわホーク                                                          | 『Pearl パール』 『ヴァチカンのエクソシスト』 |                                   | [ 81 ]     |                                         |
| 2023年7月26日  | スコセッシ論！#2 ハリウッドからの拒絶と、怒りの『レイジング・ブル』篇 高橋ヨシキ+柳下毅一郎+てらさわホーク                                                    | 『ニューヨーク・ニューヨーク』 『レイジング・ブル』 『キング・オブ・コメディ』 『アフターアワーズ』 『ハスラー2』                                       | マーティン・スコセッシ            | [ 82 ]     |                                         |
| 2023年7月29日  | 【ご報告】高橋ヨシキ+柳下毅一郎+てらさわホーク | |                                   | [ 83 ]     | ゲスト:宇多丸 株式会社BLACKHOLE設立発表 |
| 2023年8月4日   | 『キングダム エクソダス＜脱出＞』とラース・フォン・トリアーの躁鬱世界／高橋ヨシキ+柳下毅一郎+てらさわホーク                                                   | 『キングダム エクソダス＜脱出＞』 | ラース・フォン・トリアー          | [ 84 ]     |                                         |
| 2023年8月11日  | 『トランスフォーマー／ビースト覚醒』と実写巨大ロボット映画の系譜／高橋ヨシキ+柳下毅一郎+てらさわホーク                                                        | 『トランスフォーマー/ビースト覚醒』 | トランスフォーマーシリーズ        | [ 85 ]     |                                         |
| 2023年8月18日  | 『バービー』とケンの実存の曙 BLACKHOLE MOJO DOJO CASA HOUSE（高橋ヨシキ+柳下毅一郎+てらさわホーク）with Utomaru                                               | 『バービー』 | 『バービー』                      | [ 86 ]     | ゲスト:Utomaru                          |
| 2023年8月25日  | 『クライムズ・オブ・ザ・フューチャー』とクローネンバーグの越境する身体（てらさわホーク・柳下毅一郎）                                                          | 『クライムズ・オブ・ザ・フューチャー』 | デヴィッド・クローネンバーグ      | [ 87 ]     | 高橋ヨシキ不在                          |
| 2023年9月1日   | 混迷！マーベル・DC アメコミ映画の現在地（てらさわホーク・柳下毅一郎）                                                                                         | | アメコミ映画                      | [ 88 ]     | 高橋ヨシキ不在                          |
| 2023年9月8日   | BLACKHOLE留守番スペシャル 魂のフツオタ回（てらさわホーク） | |                                   | [ 89 ]     | てらさわホーク単独出演                  |
| 2023年9月15日  | STAR WARS！ 『スター・ウォーズ』はどこへ向かうのか（高橋ヨシキ・てらさわホーク・ジャガモンド斉藤）                                                            | 『スター・ウォーズシリーズ』 |                                   | [ 90 ]     | 柳下毅一郎不在 ゲスト:ジャガモンド斉藤  |
| 2023年9月22日  | スコセッシ論！#3 『最後の誘惑』から『グッドフェローズ』、『ケープ・フィアー』に『エイジ・オブ・イノセンス』まで！ 高橋ヨシキ+柳下毅一郎+てらさわホーク        | 『最後の誘惑』 『ニューヨーク・ストーリー』 『グッドフェローズ』 『ケープ・フィアー』 『エイジ・オブ・イノセンス』                                      | マーティン・スコセッシ            | [ 91 ]     |                                         |
| 2023年10月6日  | カメ対クマ！ 『ミュータント・タートルズ／ミュータント・パニック』VS『コカイン・ベア』秋のクレイジー・アニマル大戦争！（高橋ヨシキ+柳下毅一郎+てらさわホーク） | 『ミュータント・タートルズ／ミュータント・パニック』 『コカイン・ベア』                                                                                 |                                   | [ 92 ]     |                                         |
| 2023年10月13日 | スコセッシ論！#4 『カジノ』！『クゥンドゥン』！『救命士』！『ギャング・オブ・ニューヨーク』！『アビエイター』まで！ 高橋ヨシキ+柳下毅一郎+てらさわホーク      | 『カジノ』 『クンドゥン』 『救命士』 『ギャング・オブ・ニューヨーク』 『アビエイター』                                                                  | マーティン・スコセッシ            | [ 93 ]     |                                         |
| 2023年10月20日 | スコセッシ論！#5 『ディパーテッド』から『アイリッシュマン』まで、ラストスパート6本勝負！ 高橋ヨシキ+柳下毅一郎+てらさわホーク                                 | 『ディパーテッド』 『シャッター アイランド』 『ヒューゴの不思議な発明』 『ウルフ・オブ・ウォールストリート』 『沈黙 -サイレンス-』 『アイリッシュマン』 | マーティン・スコセッシ            | [ 94 ]     |                                         |
| 2023年10月27日 | 『キラーズ・オブ・ザ・フラワームーン』とスコセッシの“アメリカ”（高橋ヨシキ+柳下毅一郎+てらさわホーク）                                                        | 『キラーズ・オブ・ザ・フラワームーン』 | マーティン・スコセッシ            | [ 95 ]     |                                         |
| 2023年11月3日  | 秋の2本立て！ ロバート・ロドリゲス『ドミノ』と『SISU／不死身の男』大特集！（高橋ヨシキ+てらさわホーク）                                                       | 『ドミノ』 『SISU/不死身の男』 |                                   | [ 96 ]     | 柳下毅一郎不在                          |
| 2023年11月8日  | 徹底討論！ 『ゴジラ-1.0』とゴジラ映画は何を目指すのか？（高橋ヨシキ+柳下毅一郎+てらさわホーク）                                                               | 『ゴジラ-1.0』 | 山崎貴                            | [ 97 ]     |                                         |
| 2023年11月17日 | MCU映画の最新形『マーベルズ』と、どうするどうなるアメコミ映画特集！                                                                                           | 『マーベルズ』 | マーベル・シリーズ                | [ 98 ]     |                                         |
| 2023年11月24日 | 『ザ・キラー』配信開始！ 映画監督スーパースター列伝 第2回 デヴィッド・フィンチャー篇                                                                          | 『ザ・キラー』 | デヴィッド・フィンチャー          | [ 99 ]     |                                         |
| 2023年12月1日  | ポスト・ポスト・モダン時代のリバイバル映画大特集！ | |                                   | [ 100 ]    |                                         |
| 2023年12月8日  | 『ナポレオン』公開！ 映画監督スーパースター列伝 第3回 リドリー・スコット篇                                                                                    | 『ナポレオン』 | リドリー・スコット                | [ 101 ]    |                                         |
| 2023年12月15日 | 『VORTEX ヴォルテックス』とギャスパー・ノエ DELUX! | 『VORTEX ヴォルテックス』 | ギャスパー・ノエ                  | [ 102 ]    |                                         |
| 2023年12月22日 | 【ホリデー・スペシャル】クリスマスまったり映画トーク！ | |                                   | [ 103 ]    |                                         |
| 2023年12月29日 | BLACKHOLE大忘年会 2023年の映画とBLACKHOLEを振り返る／高橋ヨシキ×てらさわホーク×柳下毅一郎                                                                     | |                                   | [ 104 ]    | ゲスト:宇多丸                           |

### 2024年
| 配信日        | 動画タイトル | 作品                                                       | テーマ                                    | 動画リンク | 主な出来事 |
| ------------- | --- | ---------------------------------------------------------- | ----------------------------------------- | ---------- | ---------- |
| 2024年1月3日  | BLACKHOLE新年フツオタ特集／高橋ヨシキ×てらさわホーク×柳下毅一郎                                                                   |                                                            |                                           | [ 105 ]    |            |
| 2024年1月12日 | 冬の2本立て！ イーライ・ロス『サンクスギビング』と『エクスペンダブルズ4』大特集！（高橋ヨシキ＋てらさわホーク＋柳下毅一郎）       | 『サンクスギビング』 『エクスペンダブルズ ニューブラッド』 | イーライ・ロス エクスペンダブルズシリーズ | [ 106 ]    |            |
| 2024年1月9日  | 『アクアマン／失われた王国』＆『ブルービートル』！ DC映画で1・2・3・ダァーーッ！ 大特集（高橋ヨシキ＋てらさわホーク＋柳下毅一郎） | 『アクアマン／失われた王国』 『ブルービートル              | DC映画                                    | [ 107 ]    |            |

## インタビュー
| 公開日         | 動画タイトル | 作品                                   | インタビュー                 | 動画リンク | 主な出来事             |
| -------------- | --- | -------------------------------------- | ---------------------------- | ---------- | ---------------------- |
| 2023年2月24日  | 「自分自身の物語に気がつくために」ジョージ・ミラー監督独占インタビュー×高橋ヨシキ+てらさわホーク+柳下毅一郎【『アラビアンナイト 三千年の願い』公開記念】             | 『アラビアンナイト 三千年の願い』      | ジョージ・ミラー             | [ 108 ]    |                        |
| 2023年9月4日   | 「老いは変身だ」クローネンバーグ監督独占インタビュー×高橋ヨシキ+てらさわホーク+柳下毅一郎【『クライムズ・オブ・ザ・フューチャー』公開記念】                          | 『クライムズ・オブ・ザ・フューチャー』 | デヴィッド・クローネンバーグ | [ 109 ]    |                        |
| 2023年9月6日   | ラース・フォン・トリアー監督新作プロデューサー／ルイーズ・ヴェスト独占インタビュー×高橋ヨシキ+てらさわホーク+柳下毅一郎【『キングダム エクソダス＜脱出＞』公開記念】 | 『キングダム エクソダス＜脱出＞』      | ルイーズ・ヴェスト           | [ 110 ]    |                        |
| 2023年12月18日 | 「いいアイディアは常にコピーだ」ギャスパー・ノエ監督独占インタビュー×柳下毅一郎+高橋ヨシキ【『VORTEX ヴォルテックス』公開記念】                                      | 『VORTEX ヴォルテックス』              | ギャスパー・ノエ             | [ 111 ]    | 対面によるインタビュー |
| 2024年3月1日   | 「映画を通じて闇を探る」アレクサンドル・アジャ監督独占インタビュー                                                                                                   | 『ハンテッド 狩られる夜』              | アレクサンドル・アジャ       | [ 112 ]    |                        |
| 2024年4月13日  | 「テクノロジーは精神を規定する」ブランドン・クローネンバーグ監督独占インタビュー                                                                                     | 『インフィニティ・プール』             | ブランドン・クローネンバーグ | [ 113 ]    |                        |

## イベント
| 公開日        | 動画タイトル                                                                               | 作品               | テーマ         | 動画リンク | 主な出来事                                                                  |
| ------------- | ------------------------------------------------------------------------------------------ | ------------------ | -------------- | ---------- | --------------------------------------------------------------------------- |
| 2023年9月30日 | BLACKHOLE LIVE FROM 宮崎キネマ館！ 映画監督スーパースター列伝（仮） 第1回 ジョー・ダンテ篇 | 『ゾンビ・ガール』 | ジョー・ダンテ | [ 114 ]    | 宮崎キネマ館から公開生配信 冒頭ジョー・ダンテからのビデオメッセージが流れた |
| 2023年11月3日 | 初体験！ BLACKHOLE出張生配信全記録 LIVE from 宮崎キネマ館（2023年9月29日〜31日）           |                    |                | [ 115 ]    |                                                                             |